# Косоголь
Косоголь — деревня в Ужурском районе Красноярского края России. Входит в состав Михайловского сельсовета.

## География
Деревня расположена в 57 км к северу от районного центра Ужур.

## Население
| 2010 |
| ---- |
| 34   |